# 에티오피아 국립은행
에티오피아 국립은행(암하라어: የኢትዮጵያ ብሔራዊ ባንክ)은 에티오피아의 중앙은행이다. 본부는 수도 아디스아바바에 있다. 이나게르 데시 박사는 현재 은행의 총재이다.
이 은행은 금융 포함 정책을 추진하는 데 적극적이며 금융 포함 동맹(AFI)의 회원이다.

## 역사

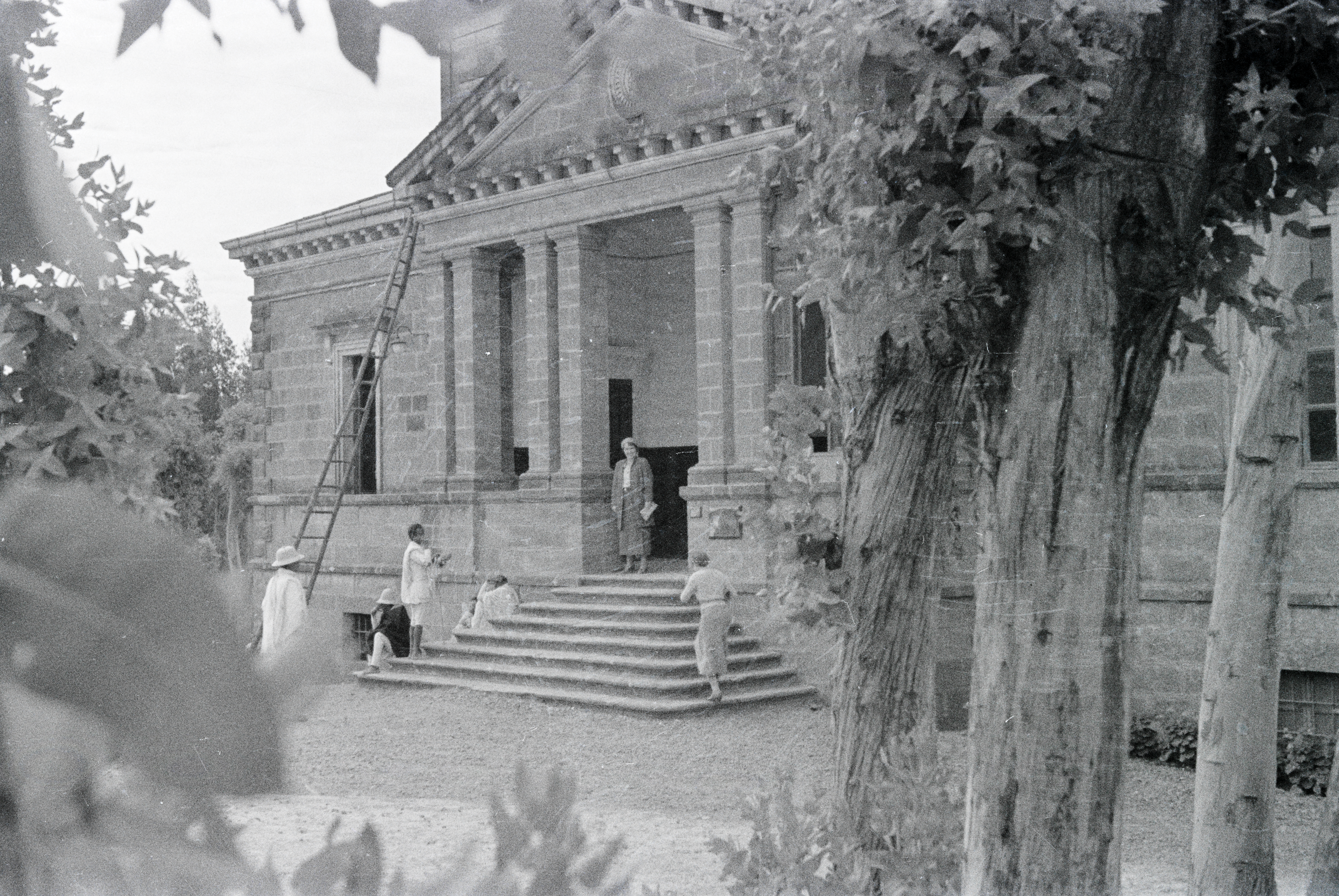
에티오피아 국립은행 (1934년)

1906년 2월 15일, 메넬리크 2세 황제에 의해 최초의 아비시니아 은행이 출범하면서 에티오피아의 은행업무가 시작되었다. 그것은 아디스아바바, 뉴욕, 파리, 런던, 빈에서 주식을 팔았던 개인 은행이었다. 이 은행은 하라르(1906년), 디레다와(1908년), 고어(1912년), 데시(1920년) 등 수많은 지점을 열었다. 은행이 자금을 지원한 첫 번째 프로젝트 중 하나는 1917년 아디스아바바에 도달한 에티오 지부티 철도였다. 그 후 은행은 1920년에 지부티에 교통 사무소를 열었다.
1931년, 하일레 셀라시에 황제는 은행 시스템에 개혁을 도입했다. 아비시니아 은행은 완전히 정부 소유의 은행인 에티오피아 은행을 완전히 청산하여 폐업한 은행의 관리, 직원, 부지를 인수하였다. 에티오피아 은행은 그 나라에 중앙 은행과 상업 은행 서비스를 제공했다. 그러나 1935년 이탈리아의 침공은 아프리카 금융의 초기 이니셔티브 중 하나를 소멸시켰다. 이탈리아 점령 기간 동안, 이탈리아 은행들은 에티오피아에서 활동했다.
1943년 4월 15일, 에티오피아 국립은행은 중앙은행이 되었고 1963년까지 활동했다. 1963년 운영을 중단할 때까지 에티오피아 국립은행은 19개의 국내 지점, 수단 하르툼 지점, 지부티에 교통 사무소를 설립했다.

## 금융 포함
에티오피아 국립은행은 금융 포함 동맹(AFI)의 마야 선언에 따라 금융 포함에 대한 구체적인 국가 약속을 하는 17개 규제 기관 중 하나이다.

## 같이 보기
- 에티오피아의 경제